# Vanessa del Rio
Vanessa del Rio, född som Ana Maria Sanchez den 31 mars 1952 i Harlem i New York, är en amerikansk före detta porrskådespelare. Hennes karriär i branschen började 1974 och varade i första hand fram till 1999.

## Biografi
Vanessa del Rio växte upp i Harlem i New York. Föräldrarna, som var invandrare från Kuba och Puerto Rico, tog med henne till filmer med Isabel Sarli, vilka Vanessa sagt sig vara influerad av.
Porrfilmskarriären började 1974 och hon har sedan dess medverkat i över 100 porrfilmer, samt ett flertal musikvideor, däribland videon "Get Money" av Junior M.A.F.I.A.
Vanessa del Rio var aktiv porrskådespelare till 1999 och har därefter till viss del fortsatt varit aktiv genom sin webbplats.

## Populärkulturen
År 2005 gav förläggaren Taschen ut en rikt illustrerad biografi om Vanessa del Rio med titeln, Vanessa del Rio: Fifty Years of Slightly Slutty Behavior. Det har också planerats en film om hennes livshistoria.

## Filmografi
- Let Me Die a Woman (1978), Sandy
- Tigresses and Other Man-eaters (1979), Tigress[8]
- Dracula Exotica (1980), som Vita Valdez
- Then and Now #15 (1996) (V), som sig själv
- Give Me Your Soul... (2000), som sig själv
- Soul Men (2008)

## Utmärkelser
- CAFA Award (Critics Adult Film Association), Best Supporting Actress of 1980 – Dracula exotica[9]
- CAFA Award, Best Supporting Actress of 1981 – Dancers[9]
- Adult Video News
- X-Rated Critics Organization – Hall of Fame